# NGC 1832
NGC 1832 في الفهرس العام الجديد، هي مجرة، تقع في كوكبة الأرنب. اكتشفت في 4 فبراير 1785 بواسطة ويليام هيرشل.

## روابط خارجية
- NGC 1832 على موقع ويكي سكاي: DSS2, SDSS, GALEX, IRAS, Hydrogen α, X-Ray, Astrophoto, Sky Map, Articles and images